# 相互台
相互台（そうごだい）は、宮城県名取市北部に位置する住宅団地名であり、名取市の町丁である。郵便番号は981-1246。団地愛称は「ライフタウン名取」。ここでは、隣接し、桜坂の愛称で知られる相互台東（そうごだいひがし、郵便番号981-1248）地区についても解説する。

## 概要
1985年（昭和60年）12月26日に事業認可を受け、1989年（平成元年）5月27日に分譲が開始された。水道は名取市が行っているが、ガスの供給は仙台市ガス局が行っている。2004年には相互台東地区の分譲も開始した。仙台市中心部、名取市中心部を結ぶ路線バスが運行されているほか、東北自動車道の仙台南インターチェンジが近く、交通の便に恵まれていることもあり大半の家庭が自家用車を所有しているのが特徴。名取市立相互台小学校がある他、当初は団地内に相互台東中学校の建設を予定していたが計画は頓挫。これを受け、2011年度からは住民からの希望もあり、より近い名取市立みどり台中学校学区へ編入された。一方で、同年に発生した東日本大震災による影響は同市沿岸地区と比較して軽微であったことが評価され、同地区に隣接するゆりが丘地区と同様、近年停滞していた住宅分譲が活発になっている。現在が創建ホームが事業を行っている。

### 地区構成
- 相互台一丁目

戸建住宅地、名取市立相互台小学校、相互台児童センター、相互台公民館、相互台北集会所、ライフタウンセンター（スーパー、創建ホーム仙台支店モデルルーム、飲食店等）、歯科
- 相互台二丁目

戸建住宅地、相互台南集会所
- 相互台三丁目

戸建住宅地、ハミングの森（遊歩道）
- 相互台四丁目

戸建住宅地、相互公園、タクシー会社、美容室
- 相互台東一丁目

戸建住宅地、桜坂集会所、相互台東グラウンド（相互台東中学校予定地）、創建ホーム仙台支店、桜坂公園
- 相互台東二丁目

戸建住宅地

## 小・中学校の学区
公立小中学校に通う場合、校区は以下の通りとなる。
|                  | 小学校               | 中学校                 |
| ---------------- | -------------------- | ---------------------- |
| 相互台・相互台東 | 名取市立相互台小学校 | 名取市立みどり台中学校 |

## 交通

### 自動車
- 仙台都心部まで、自動車でおよそ30分
- 長町地区まで、自動車でおよそ25分
- 名取市街まで、自動車でおよそ30分
- 仙台空港まで、自動車でおよそ45～50分

### バス
- 宮城交通バス
  - ライフタウン名取線

- 名取市営バスなとりん号
  - 相互台線

### 高速・有料道路
- 東北道・仙台南ICまでおよそ5分
- 南部道路・山田ICまでおよそ5分